# Weidrichshausen
Koordinaten: 50° 53′ 38″ N, 8° 48′ 36″ O
Weidrichshausen ist eine Dorfwüstung in der Gemarkung von Schönstadt, einem Ortsteil von Cölbe im mittelhessischen Landkreis Marburg-Biedenkopf.

## Geographie
Der Ort lag rund 2 km nordwestlich von Schönstadt auf 233 m Höhe am steilen Südhang des Hohebergs (305,2 m) und dem Südufer des „Bachs aus dem Langen Grund“. Dort erinnert noch immer der Flurname Weidrichshausen an den verlassenen Ort.

## Geschichte
Keramikfunde vor Ort stammen zwar schon aus der Zeit von 700 bis ins 14. Jahrhundert, aber urkundlich wurde der Ort erstmals im Jahre 1271 erwähnt, als der Ritter Heidenreich d. Ä. von Dernbach dem Deutschen Orden zu Marburg Hörige zu „Widerhusin“, „Culbe“ und „Muskede“ verkaufte. 1292 kaufte der Deutsche Orden auch die Güter derer von Gerhardshausen in der „villa Witirchusen“, und auch 1306 erwarb die Ordensballei Marburg weiteren Güterbesitz in „Wytrigishusin“. Der Deutsche Orden verfügte 1358 und noch 1458 über einen Hof in Weidrichshausen. Der Zehnte vor Ort war 1388 Nassau-Dillenburger Lehen derer von Hohenfels. Im Jahre 1464, als der Ort bereits teilweise wüst gefallen war, waren dann die Herren von Fleckenbühl dort begütert, die Nachfahren des Konrad Brundel von Marburg, der bereits im Jahre 1273 vom Marienstift Wetzlar mit dessen Villikation um die beiden Vogteihöfe Bürgeln und Cölbe belehnt worden war.
Wann die Siedlung gänzlich aufgegeben wurde, ist ungeklärt, aber 1708/1710 war sie vollkommen wüst. Die letzten Bewohner waren wahrscheinlich ins benachbarte Schönstadt gezogen.